# ديفيد روبي (لاعب كرة قدم أسترالية)
ديفيد روبي (بالإنجليزية: David Robbie)‏ هو لاعب كرة قدم أسترالية أسترالي، ولد في 11 مايو 1944.

## وصلات خارجية
- ديفيد روبي على موقع AustralianFootball.com (الإنجليزية)
- ديفيد روبي على موقع AFLtables.com (الإنجليزية)